# Fernand-Claude Rabut
Fernand-Claude Rabut, francoski general, * 1881, † 1941.